# Cordis

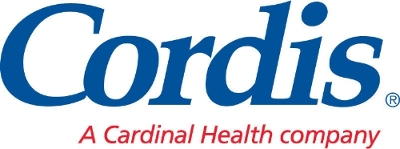
Logo

Cordis is een bedrijf dat medische producten vervaardigt. Het bedrijf is in 1959 opgericht in Miami. Het hoofdkantoor bevindt zich tegenwoordig in de stad Bridgewater Township in de Amerikaanse staat New Jersey. Het maakte van 1996 tot 2015 onderdeel uit van Johnson & Johnson, een Amerikaans concern dat werd opgericht in 1886 en dat eveneens producten voor de gezondheidszorg vervaardigt. Cordis heeft productielocaties in de Verenigde Staten (Warren, Miami, en Fremont), in Mexico (Juarez), en in Puerto Rico (San Germán).

## Cordis in Nederland
Tussen 1968 en 2008 heeft Cordis onder de naam Cordis Europa N.V. in Roden medische producten vervaardigd. 
De productiesite ontstond in 1968 en groeide uit tot een van de grootste werkgevers van Drenthe. Er werden ooit pacemakers, elektrodes,katheters, stents, filters en medische accessoires geproduceerd. Er werkten in de hoogtijdagen ongeveer 1500 mensen, met daarnaast veel indirecte banen in de toeleverende industrie.

### Vertrek
In 1999 liet Cordis 460 arbeidsplaatsen vervallen, waarbij de productie is verplaatst naar lagelonenlanden. In 2005 werden nogmaals 460 arbeidsplaatsen beëindigd. 
Een octrooigevecht over een medicijn-gecoate stent, ontwikkeld door Cordis, werd toen door het bedrijf als reden aangegeven. In eerste instantie werd Cordis in Nederland gevestigde rechtbank veroordeeld, in hoger beroep werd Cordis echter in het gelijk gesteld. De transfer van de stentproductie was op dat moment al uitgevoerd, eveneens naar lagelonenlanden.
Op 17 oktober 2007 werd bekendgemaakt dat de vestiging in Roden eind 2008 ging sluiten. De door Johnson & Johnson opgegeven reden hiervoor was dat Cordis niet de winstnorm behaalde waar men naar streefde, het bedrijf maakte op dat moment overigens geen verlies. Met het sluiten van Cordis in Roden streefde men naar verdere verlaging van de kosten en betere inpassing in de wereldwijde strategie. De productie-afdeling in Roden (350 arbeidsplaatsen) werd verplaatst naar Mexico, de ontwikkelingsafdeling (450 arbeidsplaatsen) zou worden verplaatst naar de Verenigde Staten. Het totale verlies in arbeidsplaatsen bij Cordis kwam daarmee op 800, met daarnaast nog 600-700 indirecte arbeidsplaatsen bij leveranciers. Het Europese distributiecentrum, eveneens gevestigd in Roden, is per 17 december 2007 verplaatst naar Courcelles (België).